# Turrella asperrima
Turrella asperrima é uma espécie de gastrópode do gênero Turrella, pertencente a família Clathurellidae.